# 10 Весов
10 Весов (лат. 10 Librae), HD 131027 — двойная звезда в созвездии Весов на расстоянии приблизительно 957 световых лет (около 293 парсек) от Солнца. Видимая звёздная величина звезды — +6,26m.

## Характеристики
Первый компонент — оранжевый гигант или яркий гигант спектрального класса K0II/III. Масса — около 4,242 солнечной, радиус — около 24,218 солнечной, светимость — около 317,961 солнечной. Эффективная температура — около 4700 К.
Второй компонент — коричневый карлик. Масса — около 27,41 юпитерианской. Удалён в среднем на 2,421 а.е..